# Eichenbühl
Eichenbühl er en kommune i Landkreis Miltenberg i Regierungsbezirk Unterfranken i den tyske delstat Bayern.

## Geografi
Eichenbühl ligger i Region Bayerischer Untermain, knap 5 km øst for Miltenberg i Geo-Naturpark Bergstraße-Odenwald. I kommunen ligger ud over Eichenbühl, landsbyerne Guggenberg, Heppdiel, Pfohlbach, Riedern og Windischbuchen.